# Weitsee (Schnaitsee)
Der Weitsee, von Einheimischen oft auch Schnaitseer See genannt, ist ein kleinerer Badesee bei Schnaitsee im Landkreis Traunstein in Bayern.
Er hat eine Fläche von 5,4 Hektar und eine Tiefe von bis zu 6,9 m. Der „Seebach“, der am nördlichen Ostufer beginnt, entwässert den See über den Inn in die Donau.
Der Weitsee wird sowohl zur Erholung (Badesee, Landschaftssee) als auch zum Angeln genutzt, wobei der hintere südliche Teil ganzjährig zum Angeln abgesperrt ist.
Im Nordosten gibt es ein (bei geöffneter Kasse kostenpflichtiges) Seebad mit Liegewiese, Kiosk, Umkleiden, Toiletten, Duschen, Kinderspielplatz, abgegrenzten flachen Schwimmbereich für Kinder, Volleyballfeld und mehreren Stegen.